# Cordilura intermedia
Cordilura intermedia is een vliegensoort uit de familie van de drekvliegen (Scathophagidae). De wetenschappelijke naam van de soort is voor het eerst geldig gepubliceerd in 1927 door Charles Howard Curran.